# Porterandia laxiflora
Porterandia laxiflora är en måreväxtart som beskrevs av Zahid. Porterandia laxiflora ingår i släktet Porterandia och familjen måreväxter. Inga underarter finns listade i Catalogue of Life.